# Živilė Balčiūnaitė
Živilė Balčiūnaitė (* 3. April 1979 in Vilnius, Litauische SSR, UdSSR) ist eine litauische Langstreckenläuferin.

## Leben

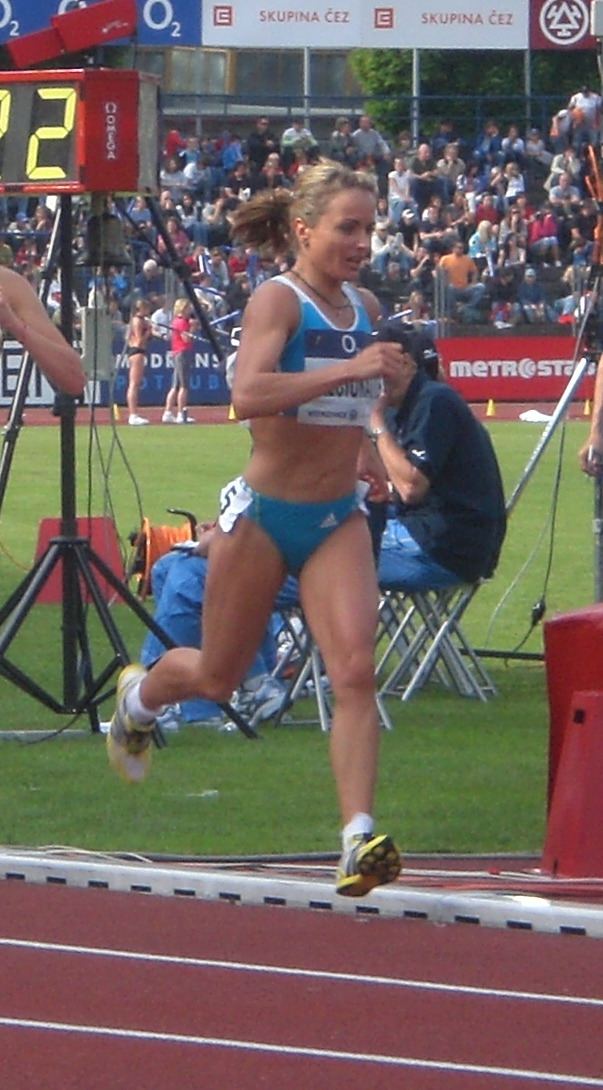
Živilė Balčiūnaitė beim Ostrava Golden Spike, Mai 2010

1999 und 2005 wurde Balčiūnaitė litauische Meisterin über 5000 m, 2000 und 2004 über 10.000 m. In der Halle hatte sie bereits 1997 den nationalen Titel über 3000 m errungen.
Ihre Marathonkarriere begann 2000 mit einem achten Platz beim Hamburg-Marathon. Beim selben Rennen wurde 2001 Sechste. 2002 wurde sie Dritte beim Berliner Halbmarathon und 2002 Vierte in Hamburg. 
Im Jahr darauf wurde sie jeweils Dritte beim Los-Angeles- und beim Dublin-Marathon und belegte bei den Halbmarathon-Weltmeisterschaften in Vilamoura den 28. Platz. 
2004 siegte sie beim Valencia-Marathon und wurde erneut Dritte in Los Angeles. Beim Marathon der Olympischen Spiele 2004 in Athen kam sie auf Rang 14, bei den Halbmarathon-Weltmeisterschaften in Neu-Delhi auf Rang 17. Zum Saisonabschluss stellte sie als Fünfte beim Tokyo International Women’s Marathon mit 2:27:28 h einen nationalen Rekord auf.
2005 wurde sie Zweite in Los Angeles, stellte Landesrekorde über 10.000 m und im Halbmarathon auf, belegte bei den Halbmarathon-Weltmeisterschaften in Edmonton den 17. Platz und wurde mit dem aktuellen Landesrekord von 2:25:15 h Zweite in Tokio.
In der darauffolgenden Saison wurde sie Zehnte beim Boston-Marathon, Vierte beim Marathon der Leichtathletik-Europameisterschaften in Göteborg und Fünfte in Tokio. Bei den Straßenlauf-Weltmeisterschaften in Debrecen kam sie auf den 34. Platz. 
2007 führte sie lange beim Hamburg-Marathon, fiel dann aber auf den vierten Platz zurück. Beim Marathon der Leichtathletik-Weltmeisterschaften in Ōsaka lief sie auf dem 33. Platz ein, und in Tokio wurde sie Achte und qualifizierte sich damit für die Olympischen Spiele 2008.
Einem elften Platz beim olympischen Marathon in Peking folgte kurz danach ein zehnter Platz beim Berlin-Marathon. 2009 kam sie bei den Weltmeisterschaften in Berlin auf Platz 19 und wurde Siebte beim Yokohama-Marathon.
2010 folgte einem achten Platz beim Rom-Marathon der Sieg beim Marathon der Europameisterschaften in Barcelona. Es war die zweite Goldmedaille für Litauen bei Leichtathletik-Europameisterschaften überhaupt nach dem Diskussieg von Virgilijus Alekna 2006.
Drei Monate nach ihrem Triumph von Barcelona wurde sie vom litauischen Verband mit einer Schutzsperre belegt, da bei der damals abgegebenen Urinprobe überhöhte Werte der Hormone Testosteron und Epitestosteron festgestellt worden seien. Der Weltverband IAAF sperrte sie für zwei Jahre und entzog ihr den Europameistertitel.

## Persönliche Bestzeiten
- 3000 m: 9:15,12 min, 18. Juni 2005, Tallinn
  - Halle: 9:21,55 min, 11. Februar 2001, Panevėžys
- 5000 m: 15:55,05 min, 9. Juni 2005, Ostrava
- 10.000 m: 32:30,48 min, 14. Juni 2005, Tula
- Halbmarathon: 1:10:23 h, 6. November 2005, Budapest
- Marathon: 2:25:15 h, 20. November 2005, Tokio